# Erik Buell
Erik F. Buell (Pittsburgh, 2 aprile 1950) è un progettista e dirigente d'azienda statunitense.

## Biografia
Erik Buell era il presidente della Buell Motorcycle Company, casa motociclistica da lui fondata nel 1983 e chiusa nel 2009 dalla Harley-Davidson, della quale faceva parte.
Dopo aver conseguito la laurea in ingegneria Buell lavorò alla Harley-Davidson dalla fine degli anni settanta fino a tutti gli anni ottanta. In questo periodo venne coinvolto nel progetto della concept-moto Nova. A questo progetto partecipò anche la Porsche. La moto doveva avere un motore V4. Buell era anche il responsabile della parte ciclistica delle moto della serie FXR, una moto da turismo conosciuta per il suo motore montato su inserti in gomma.
Buell fu anche un assiduo pilota di gare su strada e una volta lasciato il lavoro alla Harley fondò la sua ditta: la Buell Motor Company . La prima moto realizzata era una moto da competizione che adottava una aerodinamica radicale ed era potenziata da una versione autoprodotta del motore Barton, due tempi 4 cilindri in quadrato.
Nel 1990 la Harley entrò nel capitale della società di Buell che cambiò denominazione in Buell Motorcycle Company. In seguito la Harley-Davidson rilevò la parte di capitale detenuta da Buell e cominciò a distribuire le moto Buell attraverso la sua rete di vendita. Buell è rimasto quale responsabile della progettazione e dell'engineering delle moto che portano il suo nome.
Dopo la chiusura della Buell da parte di Harley-Davidson, nel 2009 Erik Buell ha fondato la Erik Buell Racing, allo scopo di preparare moto destinate alle competizioni per i clienti privati, basate sul progetto della vecchia Buell 1125R, su licenza Harley. Successivamente la casa ha iniziato la produzione di modelli stradali.
Il 15 aprile 2015 anche la Erik Buell Racing ha richiesto la procedura di fallimento, chiudendo di fatto i battenti.